# Eucalyptus sideroxylon
Eucalyptus sideroxylon là một loài thực vật có hoa trong Họ Đào kim nương. Loài này được A.Cunn. ex Woolls mô tả khoa học đầu tiên năm 1886.

## Hình ảnh

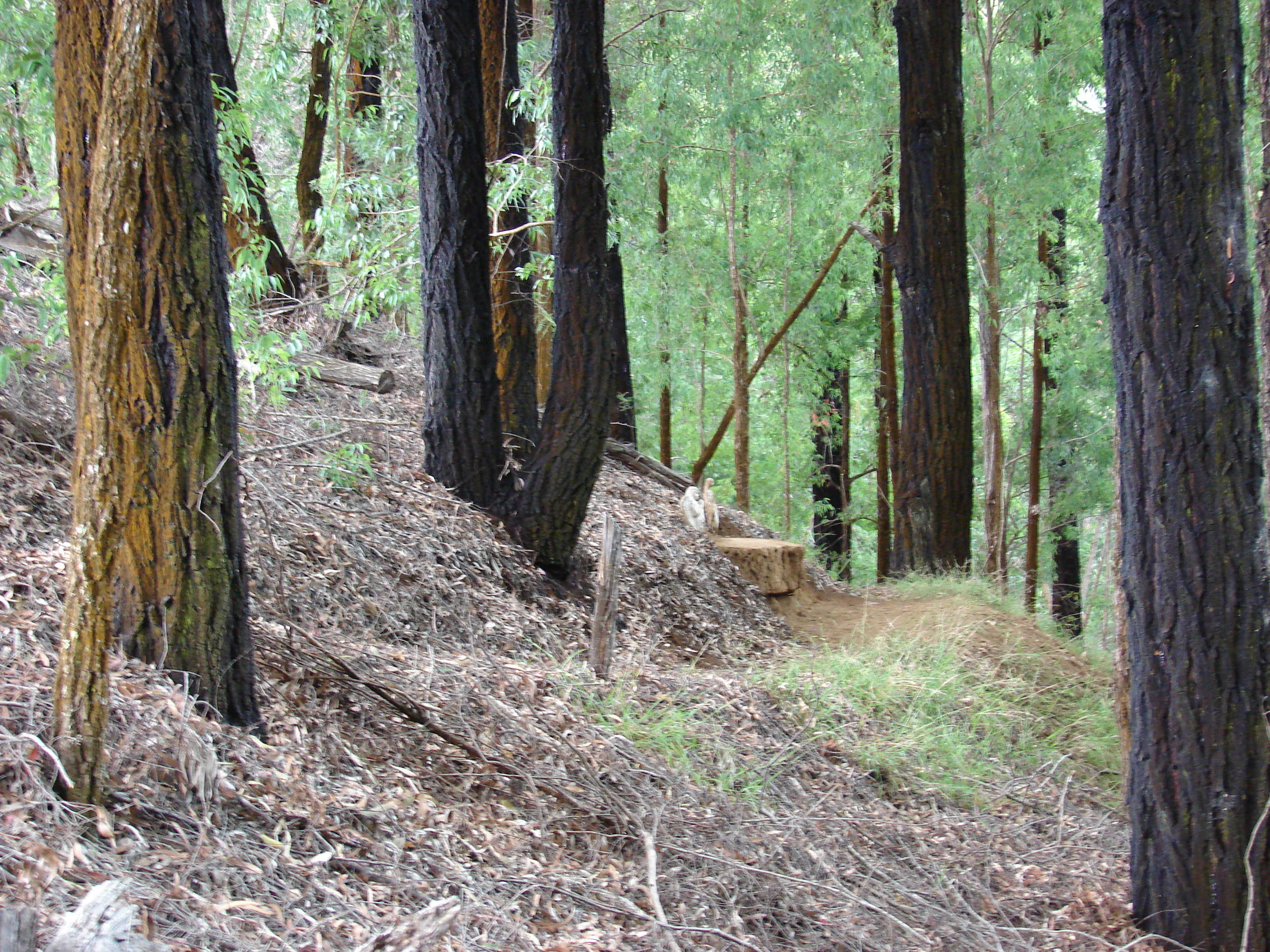
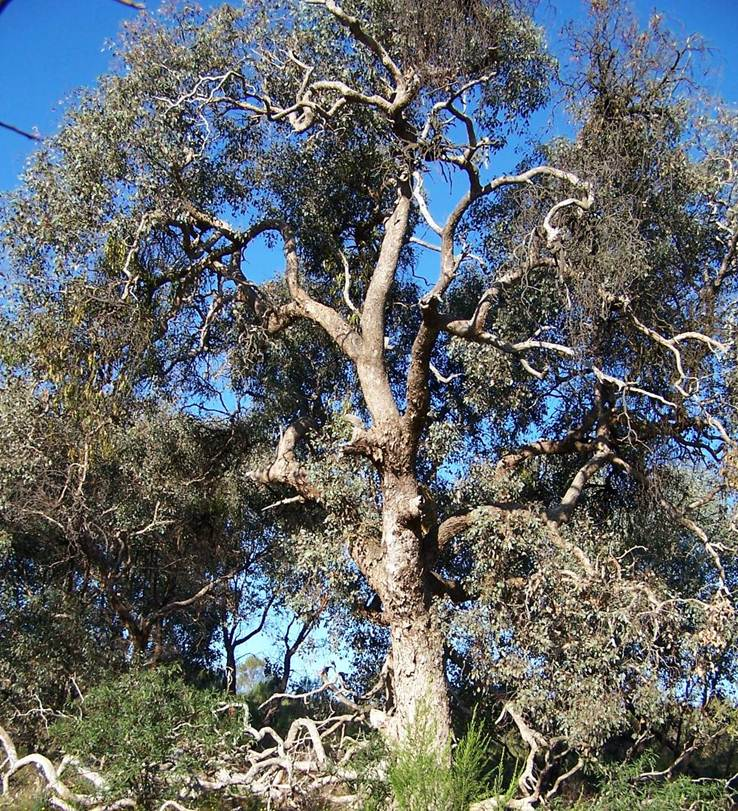
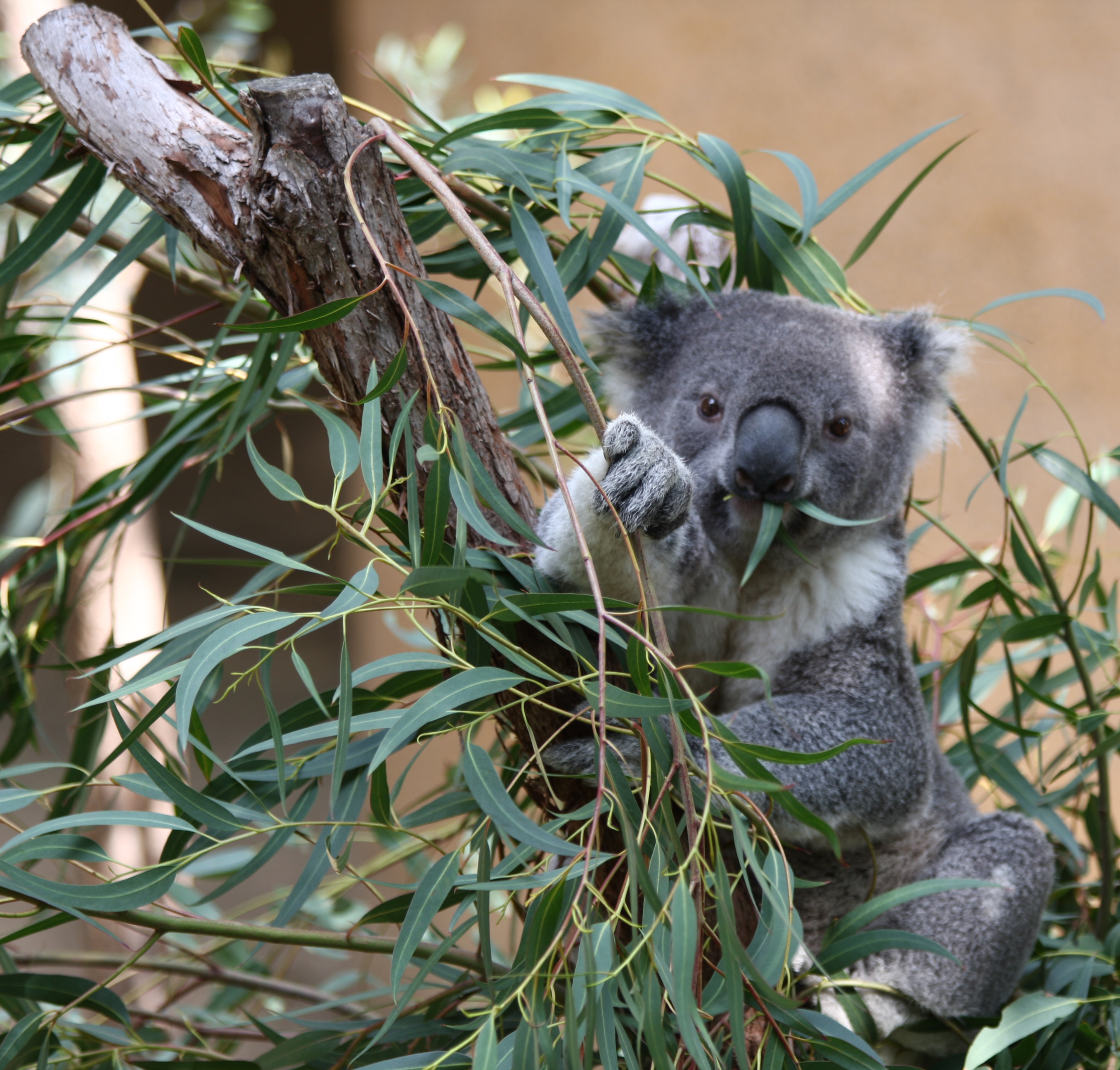
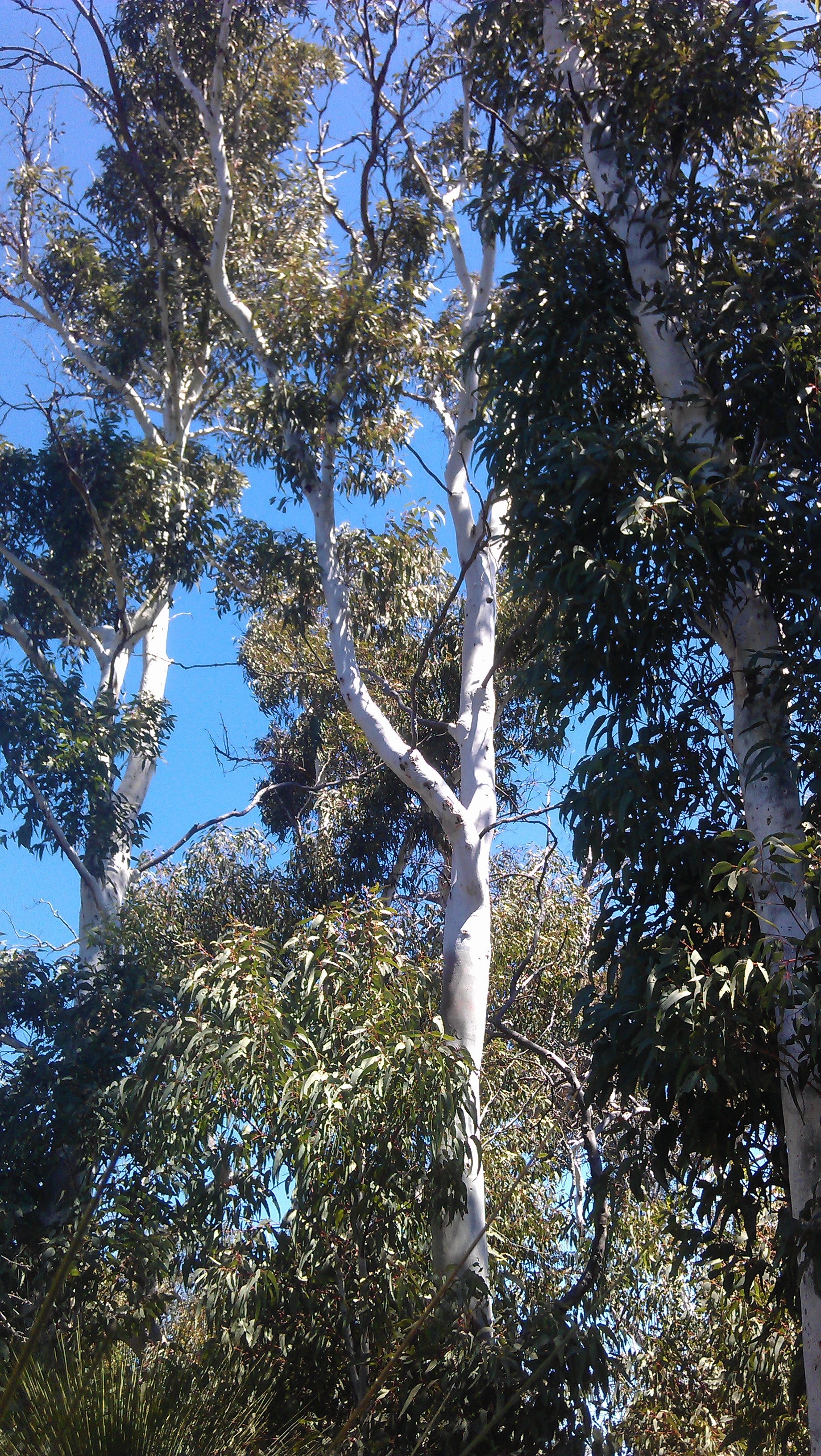